# Ja’akow Uri
Ja’akow Uri (hebr.: יעקב אורי, ang.: Ya'akov Uri, Yaakov Uri ur. 3 marca 1888 w Prochorowce, w obwodzie połtawskim, zm. 26 lipca 1970) – izraelski polityk, w latach 1951–1955 poseł do Knesetu z listy Mapai.
W wyborach parlamentarnych w 1951 po raz pierwszy i jedyny dostał się do izraelskiego parlamentu.